# Carlo Clarén
Carlo Clarén (* 2008 oder 2009) ist ein deutscher Synchronsprecher.

## Leben
Carlo Clarén ist der Sohn des Sprechers Marius Clarén und seiner Frau Jenny. Auch seine beiden älteren Brüder Cosmo Clarén und Vicco Clarén sind als Synchronsprecher tätig.

## Sprechrollen

### Filme
- 2020: Sonic the Hedgehog für Benjamin L. Valic als junger Sonic the Hedgehog
- 2020: I’m Your Woman für Da'mauri Parks als Paul
- 2021: The Harder They Fall für Chase Dillon als Nat Love (jung)
- 2021: Friendzone für Simon Aouizerate als Matthieu
- 2022: Home Team für Manny Magnus als Harlan
- 2022: Elvis für Chaydon Jay als Elvis Presley (jung)
- 2022: 9 Bullets für Dean Scott Vazquez als Sam

### Serien
- 2017–2019: Big Little Lies für Iain Armitage als Ziggy Chapman
- 2018–2020: Modern Family für Jeremy Maguire als Joe Pritchett (2. Stimme)
- 2021: The Falcon and the Winter Soldier für Aaron Haynes als AJ Wilson